# Коляда, Владимир Андреевич
Влади́мир Андре́евич Коляда (род. 2 августа 1947, Гоголев, Львовская область) — театральный и кино-актёр. Народный артист Украины (1999).

## Биография
В 1967 году окончил Киевскую драматическую студию при театре им. И. Франко. После окончания учёбы стал работать на этой-же студии.
Награждён орденом «За заслуги» III степени (2008).

## Избранные роли
- 1978 — «Две семьи» (фильм-спектакль)
- 1985 — «Диктатура» (фильм-спектакль) — Ромашка
- 1986 — «Взломщик»
- 1987 — «Конотопская ведьма» (фильм-спектакль)
- 1991 — «Казаки идут» — Човнык
- 1992 — «Ради семейного очага»
- 1993 — «Гетманские клейноды»
- 1993 — «Преступление со многими неизвестными» — Коваль Гердер
- 2000 — «Чёрная рада»
- 2001 — «Молитва о гетмане Мазепе» — Искра
- 2002 — «Бабий Яр»
- 2003 — «Покер с акулой» (2 фильм)
- 2003 — «Евлампия Романова. Следствие ведет дилетант-1»
- 2005 — «Звезда эпохи» — Ардалион
- 2006 — «Богдан-Зиновий Хмельницкий»
- 2006 — «Девять жизней Нестора Махно»
- 2007 — «Если ты меня слышишь» — Валерий Наумович
- 2009 — «Чудо»8 2010 — «Гоп-стоп» — продавец компьютеров
- 2010—2011 — «Маруся» (все сезоны) — Богдан Марчук
- 2011 — «Ласточкино гнездо» — милиционер.